# Leichtathletik-Weltmeisterschaften 2009/3000 m Hindernis der Männer

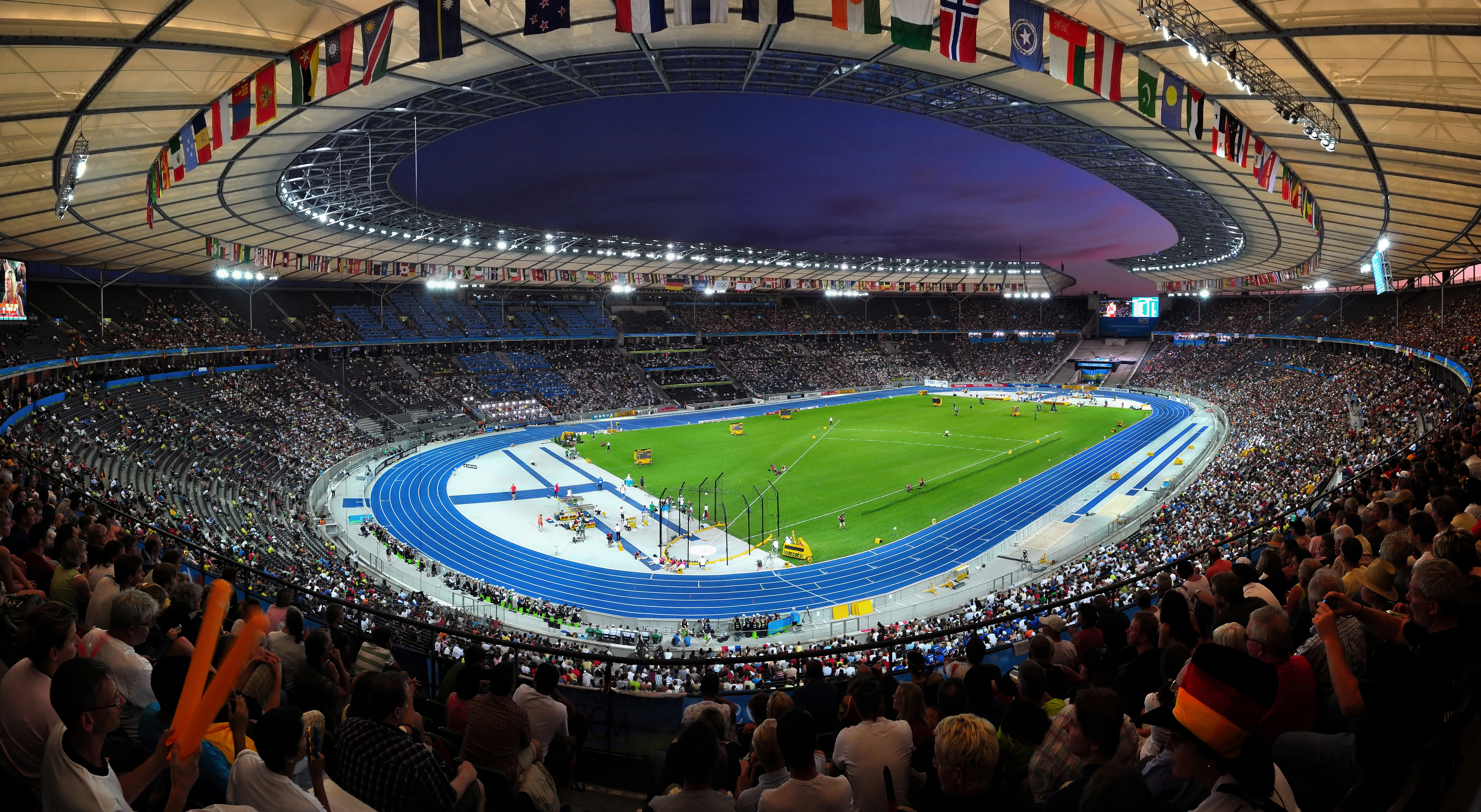
Das Berliner Olympiastadion während der Leichtathletik-Weltmeisterschaften

Der 3000-Meter-Hindernislauf der Männer bei den Leichtathletik-Weltmeisterschaften 2009 wurde am 15. und 18. August 2009 im Olympiastadion der deutschen Hauptstadt Berlin ausgetragen.
Mit Gold und Silber durften die kenianischen Hindernisläufer einen Doppelsieg feiern. Seinen ersten Titel als Weltmeister nach drei zweiten WM-Plätzen (2003/2005/2007) errang der Olympiasieger von 2004 Ezekiel Kemboi.

Zweiter wurde der Olympiadritte von 2008 und WM-Dritte von 2007 Richard Kipkemboi Mateelong, der 2004 auch Vizeafrikameister war.

Bronze ging an den französischen EM-Dritten von 2006 Bouabdellah Tahri.

## Rekorde

### Bestehende Rekorde
| Weltrekord | 7:53,63 min | Saif Saaeed Shaheen | Brüssel, Belgien              | 3. September 2004 |
| WM-Rekord  | 8:04,16 min | Moses Kiptanui      | WM 1995 in Göteborg, Schweden | 11. August 1995   |

### Rekordverbesserung
Der kenianische Weltmeister Ezekiel Kemboi verbesserte den bestehenden WM-Rekord im Finale am 18. August um 3,73 Sekunden auf 8:00,43 min.
Außerdem gab es einen Kontinental- und einen Landesrekord.
- Kontinentalrekord: 8:01,18 min (Europarekord) – Bouabdellah Tahri (Frankreich), Finale am 18. August
- Landesrekord: 8:28,67 min – Mario Bazán (Peru), 1. Vorlauf am 15. August

## Doping
In diesem Wettbewerb waren zwei Athleten gedopt:
- Der Marokkaner Jamel Chatbi hatte sich zunächst für das Finale qualifiziert, war jedoch am Tag zuvor als erster Athlet bei diesen Weltmeisterschaften positiv getestet worden und verzichtete auf einen Finalstart.[2] Er erhielt eine Sperre zwischen 2009 und 2012 und wurde 2016, inzwischen für Italien startend noch einmal auffällig, als er drei Dopingtests verpasste und aus dem italienischen Olympiakader gestrichen wurde.[3]
- Der im Vorlauf ausgeschiedene Russe ldar Minschin stellte sich bei einem Nachtest als gedopt heraus (Probe vom 15. August 2009). Sein Resultat des einen Tag nach Entnahme der Probe stattfindenden Vorlaufs bei diesen Weltmeisterschaften wurde annulliert. Außerdem erhielt der Athlet eine zweijährige Sperre bis zum 24. August 2018.[4]

Leidtragender war Iwan Lukjanow (Republik Moldau), der sich als Vierter seines Vorlaufs über seine Platzierung eigentlich für das Finale qualifiziert hatte.

## Vorrunde
Die Vorrunde wurde in drei Läufen durchgeführt. Die ersten vier Athleten pro Lauf – hellblau unterlegt – sowie die darüber hinaus drei zeitschnellsten Läufer – hellgrün unterlegt – qualifizierten sich für das Finale.
Anmerkung zum für die Vorläufe angegebenen Datum:

In zwei der unten genannten Quellen – (1) todor66.com / (2) Statistics Handbook der IAAF – ist der 15. August benannt, in der dritten hier verwendeten Quelle – Webseite der IAAF WM 2009 – wird in den ausführlichen Angaben zum 3000-mHindernislauf der 16. August aufgeführt. Allerdings weist der Zeitplan der dritten Quelle übereinstimmend mit den Angaben bei todor66.com und dem Statistics Handbook der IAAF den 15. August als Datum aus. Somit greift dieser Artikel hier auf die wahrscheinlichste Variante, den 15. August, zurück.

### Vorlauf 1

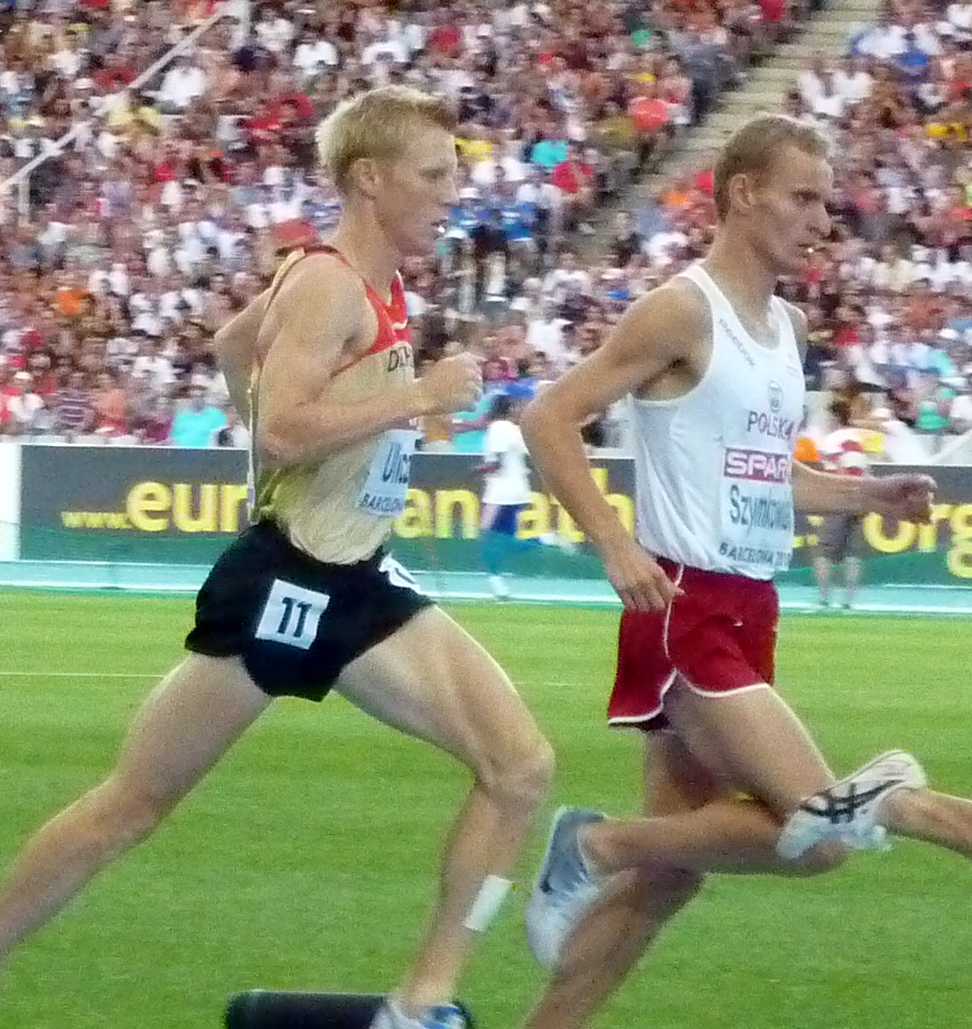
Tomasz Szymkowiak (rechts) – ausgeschieden als Siebter in 8:25,68 min
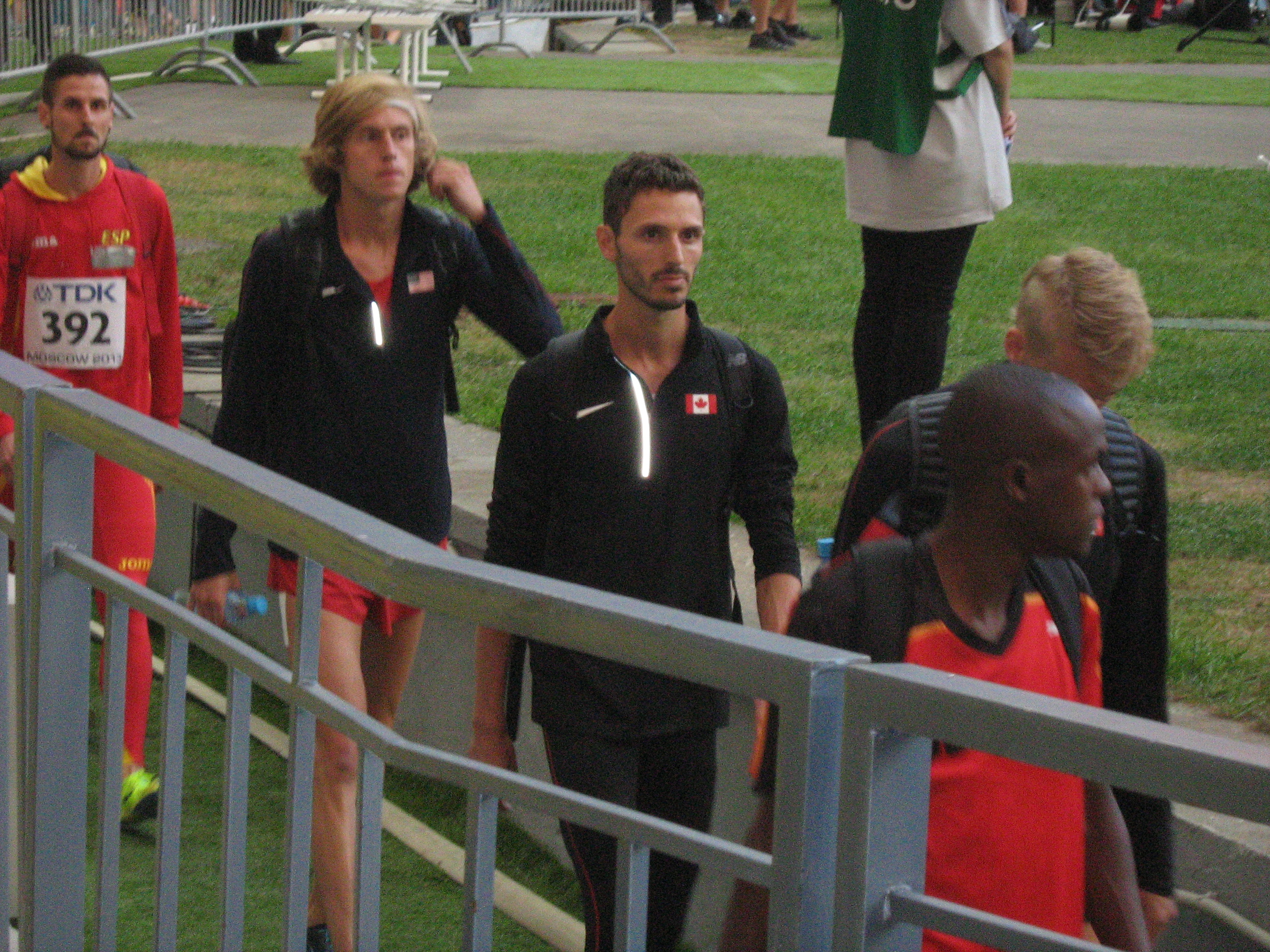
Ángel Mullera (Nr. 92) – ausgeschieden als Zwölfter in 8:47,40 min

15. August 2009, 11:00 Uhr
| Platz | Name                        | Nation     | Zeit (min) |
| ----- | --------------------------- | ---------- | ---------- |
| 1     | Richard Kipkemboi Mateelong | Kenia      | 8:17,99    |
| 2     | Tareq Mubarak Taher         | Bahrain    | 8:18,13    |
| 3     | Paul Kipsiele Koech         | Kenia      | 8:18,16    |
| 4     | Roba Gari                   | Äthiopien  | 8:18,22    |
| 5     | Abubaker Ali Kamal          | Katar      | 8:18,95    |
| 6     | Abdelatif Chemlal           | Marokko    | 8:25,68    |
| 7     | Tomasz Szymkowiak           | Polen      | 8:27,93    |
| 8     | Mario Bazán                 | Peru       | 8:28,67 NR |
| 9     | Pieter Desmet               | Belgien    | 8:31,81    |
| 10    | Vincent Zouaoui Dandrieux   | Frankreich | 8:41,85    |
| 11    | Per Jacobsen                | Schweden   | 8:44,80    |
| 12    | Ángel Mullera               | Spanien    | 8:47,40    |
| DNF   | Kyle Alcorn                 | USA        |            |

### Vorlauf 2

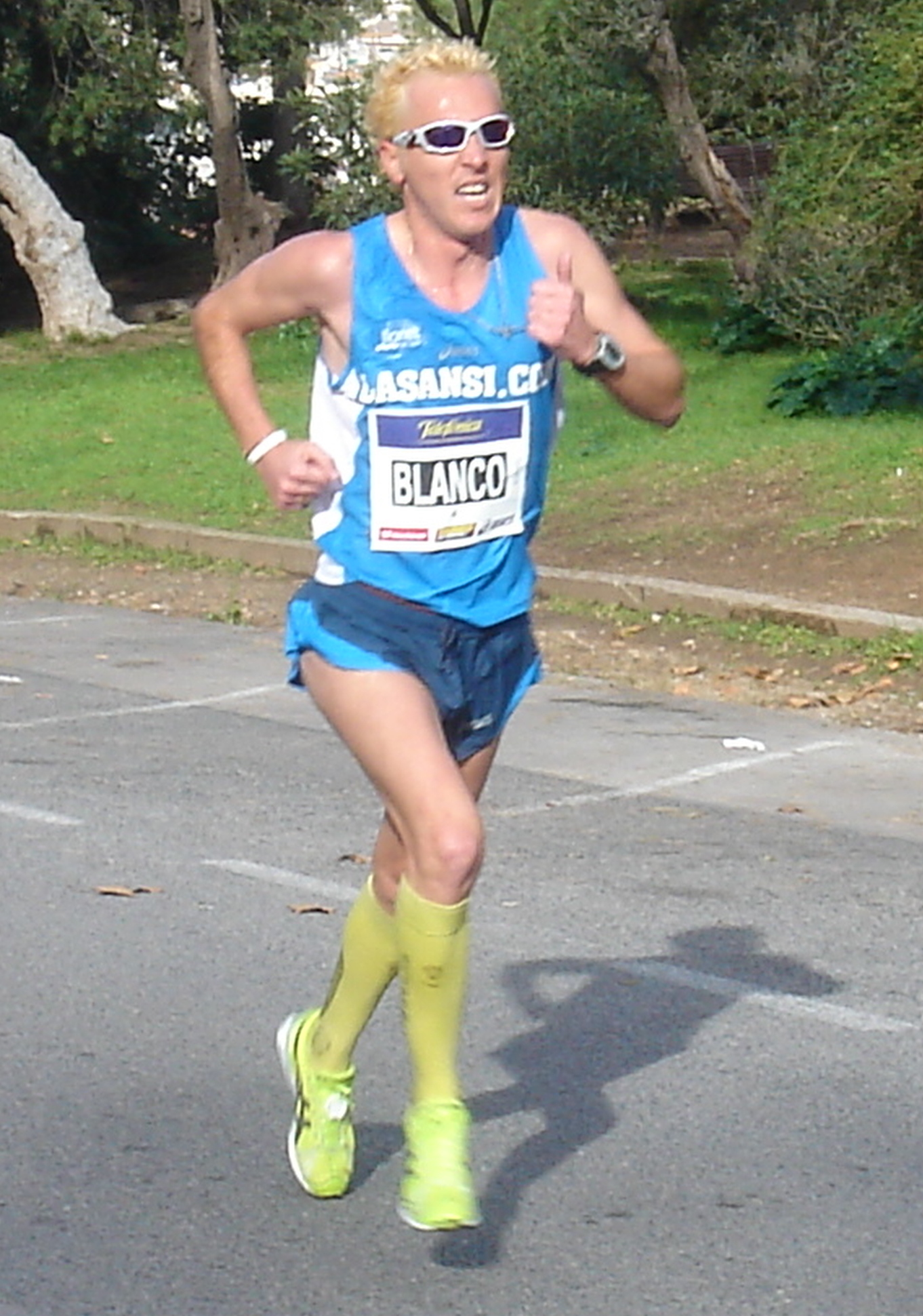
José Luis Blanco – ausgeschieden als Siebter in 8:24,07 min
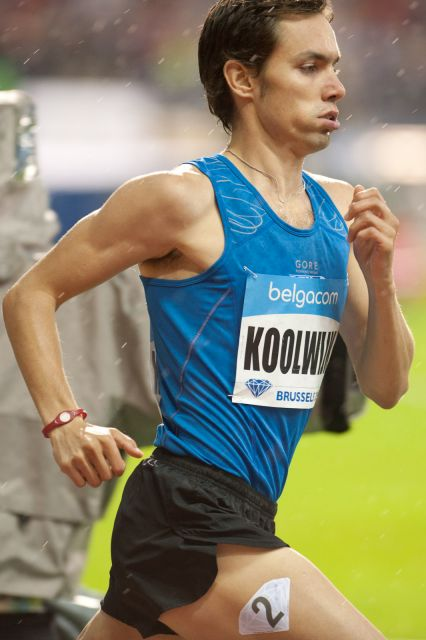
Krijn van Koolwijk – ausgeschieden als Achter in 8:33,89 min
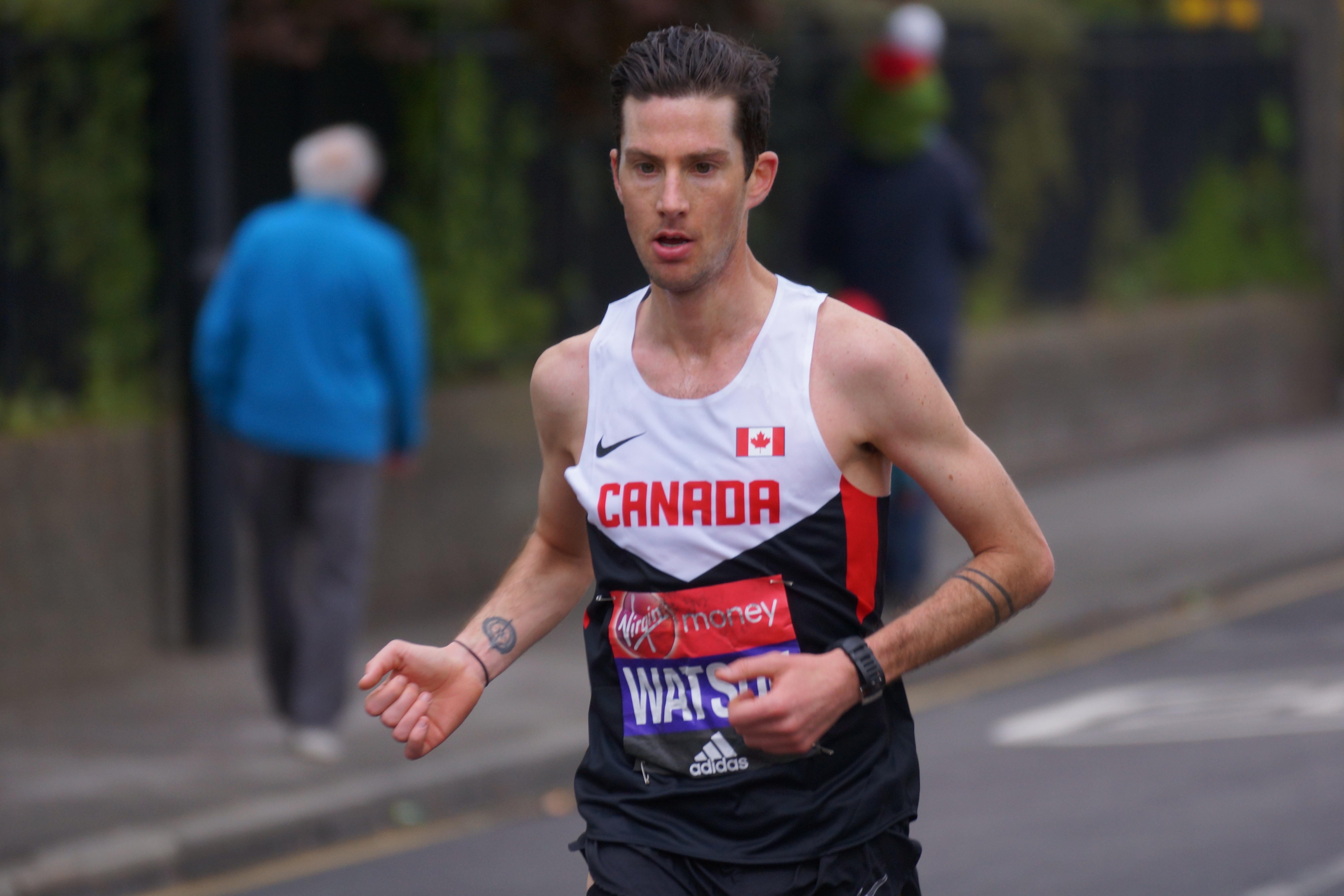
Rob Watson – ausgeschieden als Neunter in 8:44,73 min

15. August 2009, 11:14 Uhr
| Platz | Name                  | Nation     | Zeit (min) |
| ----- | --------------------- | ---------- | ---------- |
| 1     | Brimin Kiprop Kipruto | Kenia      | 8:18,07    |
| 2     | Bouabdellah Tahri     | Frankreich | 8:18,23    |
| 3     | Ruben Ramolefi        | Südafrika  | 8:18,24    |
| 4     | Benjamin Kiplagat     | Uganda     | 8:18,55    |
| 5     | Jukka Keskisalo       | Finnland   | 8:22,00    |
| 6     | Mustafa Mohamed       | Schweden   | 8:22,92    |
| 7     | José Luis Blanco      | Spanien    | 8:24,07    |
| 8     | Krijn Van Koolwijk    | Belgien    | 8:33,89    |
| 9     | Rob Watson            | Kanada     | 8:44,73    |
| 10    | Youcef Abdi           | Australien | 8:49,88    |
| 11    | Legese Lamiso         | Äthiopien  | 8:51,63    |
| 12    | Joshua McAdams        | USA        | 9:02,19    |
| DOP   | ldar Minschin         | Russland   |            |

### Vorlauf 3
15. August 2009, 11:28 Uhr
| Platz | Name                     | Nation      | Zeit (min)                                     |
| ----- | ------------------------ | ----------- | ---------------------------------------------- |
| 1     | Ezekiel Kemboi           | Kenia       | 8:19,36                                        |
| 2     | Yacob Jarso              | Äthiopien   | 8:20,91                                        |
| 3     | Eliseo Martín            | Spanien     | 8:24,29                                        |
| 4     | Iwan Lukjanow            | Moldau      | 8:27,41 eigentlich für das Finale qualifiziert |
| 5     | Bjørnar Ustad Kristensen | Norwegen    | 8:28,49                                        |
| 6     | Steffen Uliczka          | Deutschland | 8:37,83                                        |
| 7     | Simon Ayeko              | Uganda      | 8:37,86                                        |
| 8     | Yoshitaka Iwamizu        | Japan       | 8:39,03                                        |
| 9     | Boštjan Buč              | Slowenien   | 8:40,56                                        |
| 10    | Alberto Paulo            | Portugal    | 8:43,13                                        |
| 11    | Daniel Huling            | USA         | 8:46,79                                        |
| DNF   | Mahiedine Mekhissi       | Frankreich  |                                                |
| DOP   | Jamel Chatbi             | Marokko     | für das Finale zugelassen                      |

Im dritten Vorlauf ausgeschiedene Hindernisläufer:

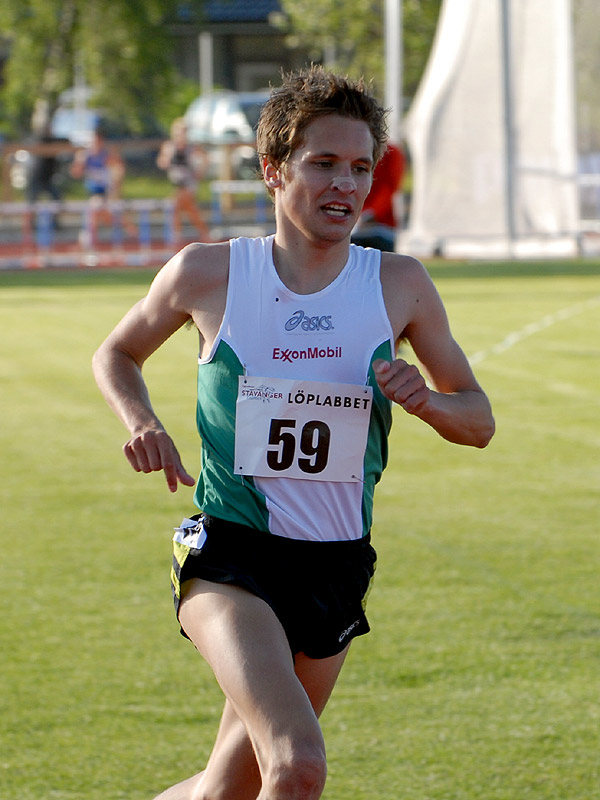
Bjørnar Ustad Kristensen Rang fünf in 8:28,49 min
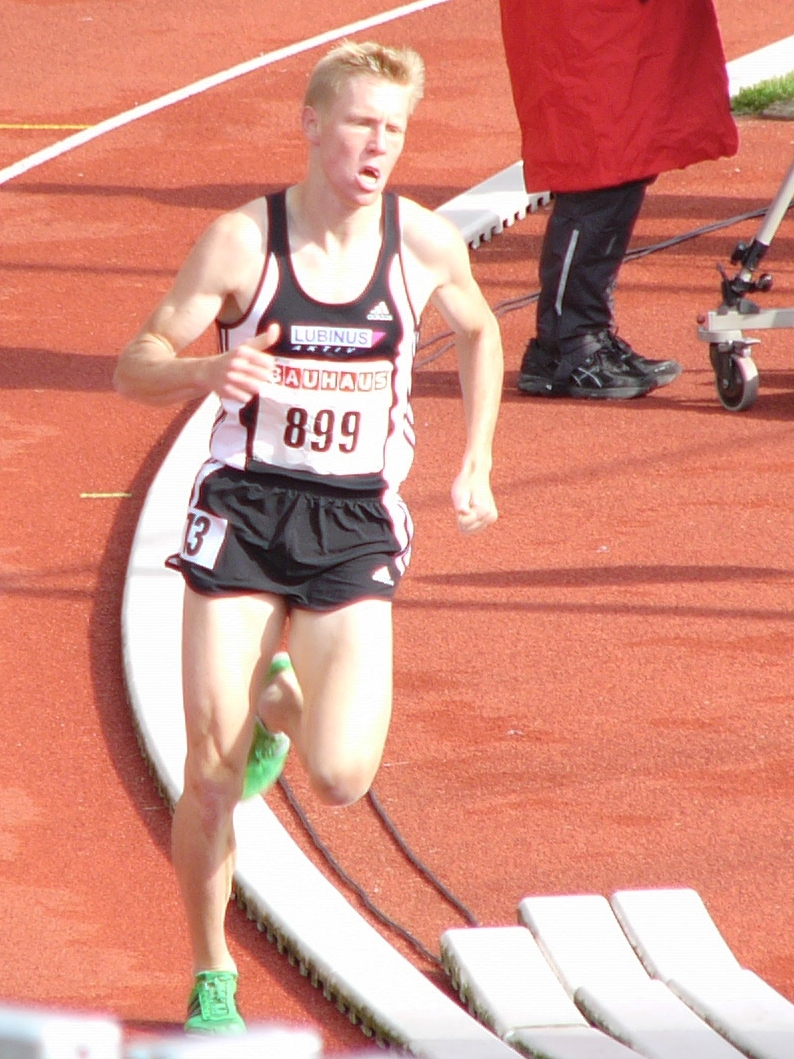
Steffen Uliczka Rang sechs in 8:37,83 min
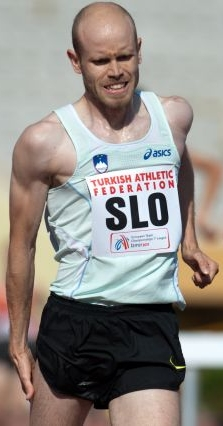
Boštjan Buč Rang neun in 8:40,56 min
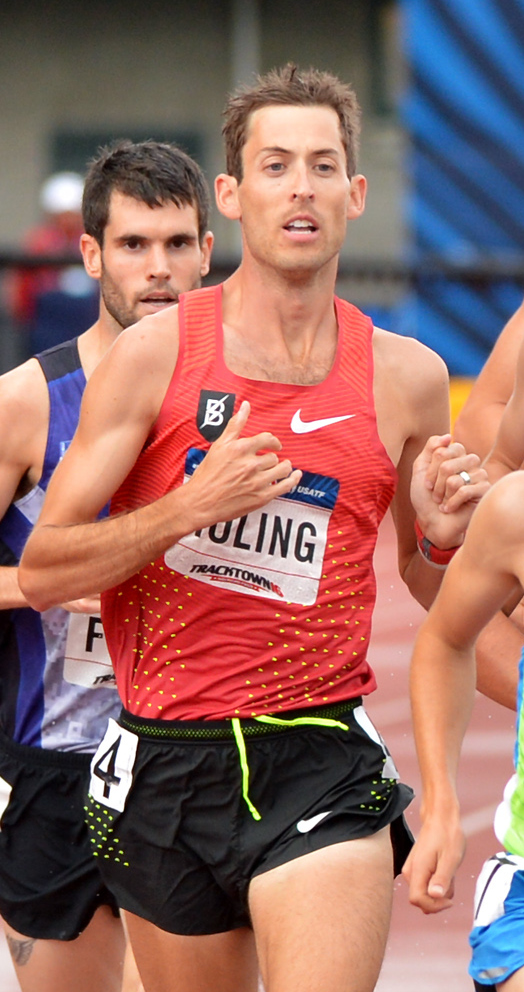
Daniel Huling Rang elf in 8:46,79 min
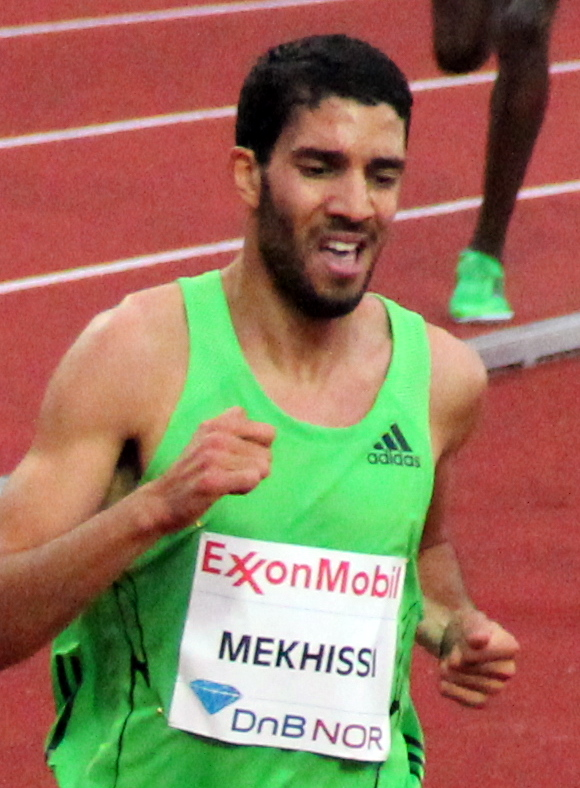
Mahiedine Mekhissi Rennen nicht beendet

## Finale
18. August 2009, 19:50 Uhr
Eine Vierergruppe bestehend aus drei Kenianern und einem Franzosen machte die Medaillen am Ende unter sich aus. Ezekiel Kemboi bestimmte auf der letzten Runde das Tempo und zog sein Finish bis zum Ziel durch, ohne dass seine Kontrahenten an ihm vorbeikamen, obwohl es sehr eng wurde. Ihm folgte zunächst Paul Kipsiele Koech, der diesen Platz jedoch an Richard Kipkemboi Mateelong und Bouabdellah Tahri abgeben musste. In dieser Reihenfolge wurden die Medaillen verteilt. Tahri konnte in die Phalanx der Kenianer eindringen und gewann Bronze mit neuem Europarekord. Weltmeister Kemboi stellte einen neuen WM-Rekord auf, es fehlte nicht einmal eine halbe Sekunde, um unter acht Minuten zu bleiben.

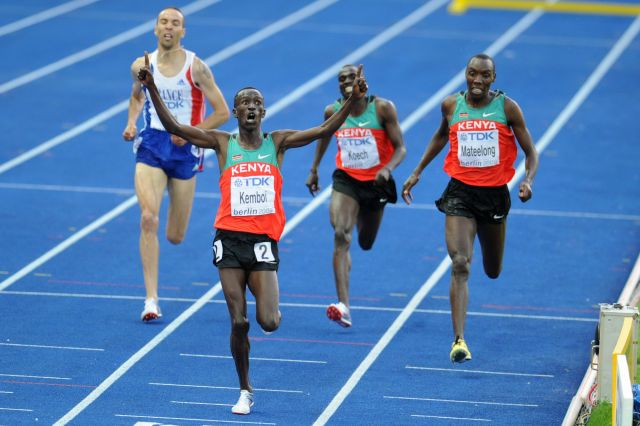
Zieleinlauf mit drei Kenianern und einem Franzosen ganz vorne (v. l. n. r.): Bouabdellah Tahri, Ezekiel Kemboi, Paul Kipsiele Koech, Richard Kipkemboi Mateelong

| Platz   | Name                        | Nation     | Zeit (min) |
| ------- | --------------------------- | ---------- | ---------- |
| 1       | Ezekiel Kemboi              | Kenia      | 8:00,43 CR |
| 2       | Richard Kipkemboi Mateelong | Kenia      | 8:00,89    |
| 3       | Bouabdellah Tahri           | Frankreich | 8:01,18 ER |
| 4       | Paul Kipsiele Koech         | Kenia      | 8:01,26    |
| 5       | Yacob Jarso                 | Äthiopien  | 8:12,13    |
| 6       | Roba Gari                   | Äthiopien  | 8:12,40    |
| 7       | Brimin Kiprop Kipruto       | Kenia      | 8:12,61    |
| 8       | Jukka Keskisalo             | Finnland   | 8:14,47    |
| 9       | Eliseo Martín               | Spanien    | 8:16,51    |
| 10      | Tareq Mubarak Taher         | Bahrain    | 8:17,08    |
| 11      | Benjamin Kiplagat           | Uganda     | 8:17,82    |
| 12      | Abubaker Ali Kamal          | Katar      | 8:19,72    |
| 13      | Ruben Ramolefi              | Südafrika  | 8:32,54    |
| 14      | Mustafa Mohamed             | Schweden   | 8:35,77    |
| DOP/DNS | Jamel Chatbi                | Marokko    |            |

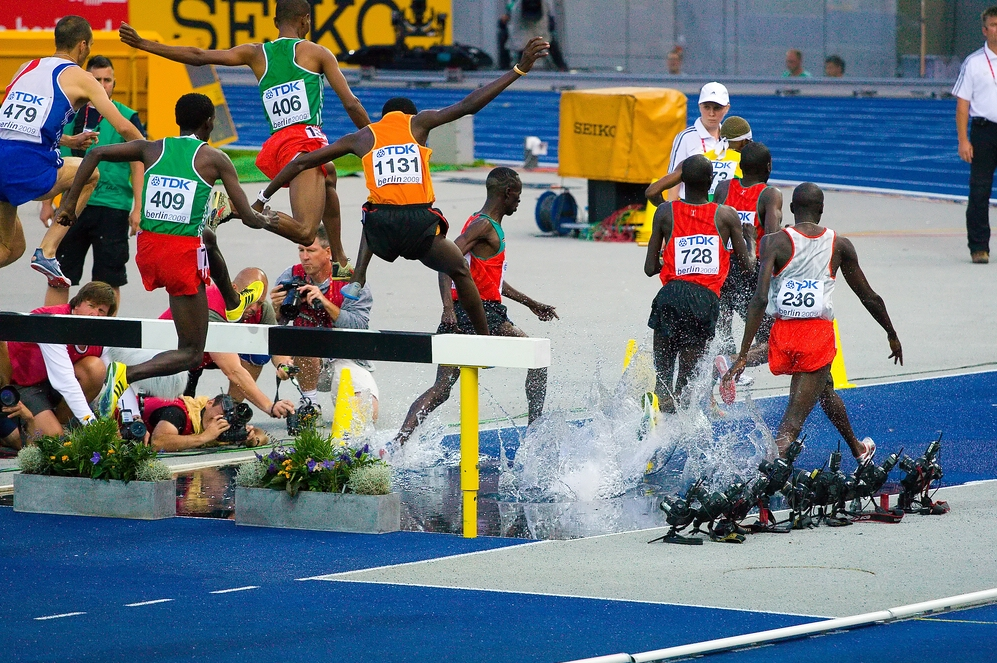
Noch liegt das Läuferfeld im Finale beisammen
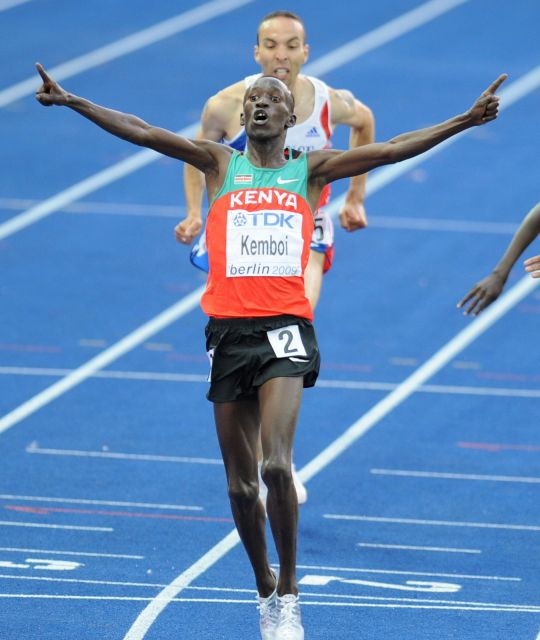
Weltmeister wurde nach drei zweiten WM-Plätzen (2003 bis 2007) der Olympiasieger von 2004 Ezekiel Kemboi
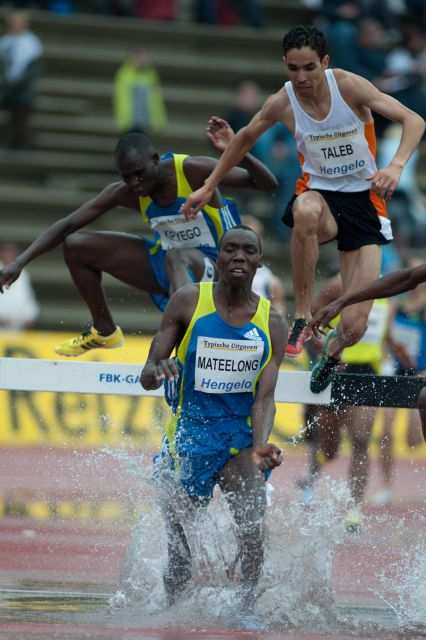
Nach jeweils Bronze bei Olympia 2008 und WM 2007 gab es Silber für Richard Kipkemboi Mateelong
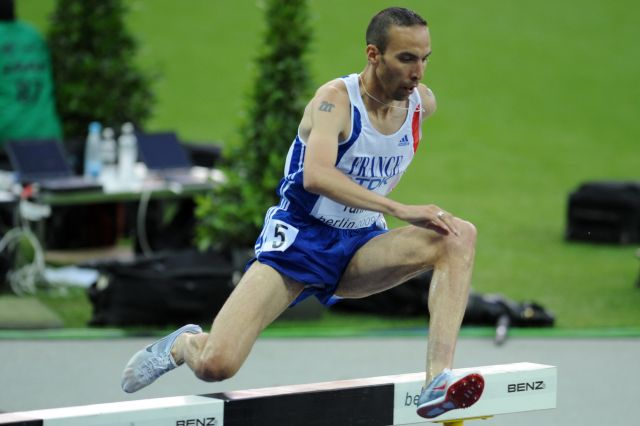
Bronze für den EM-Dritten von 2006 Bouabdellah Tahri
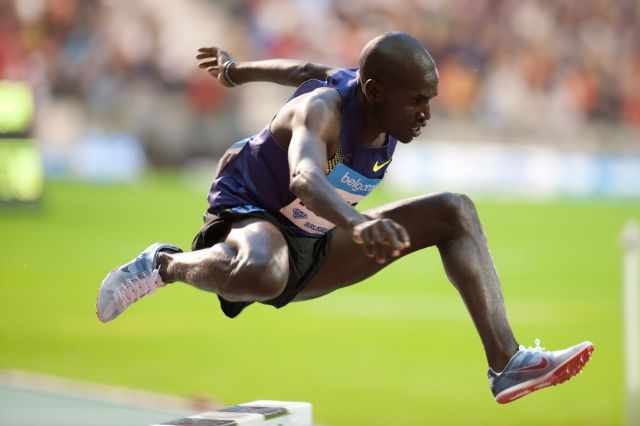
Dem viertplatzierten Paul Kipsiele Koech fehlten acht Hundertstelsekunden auf Bronze
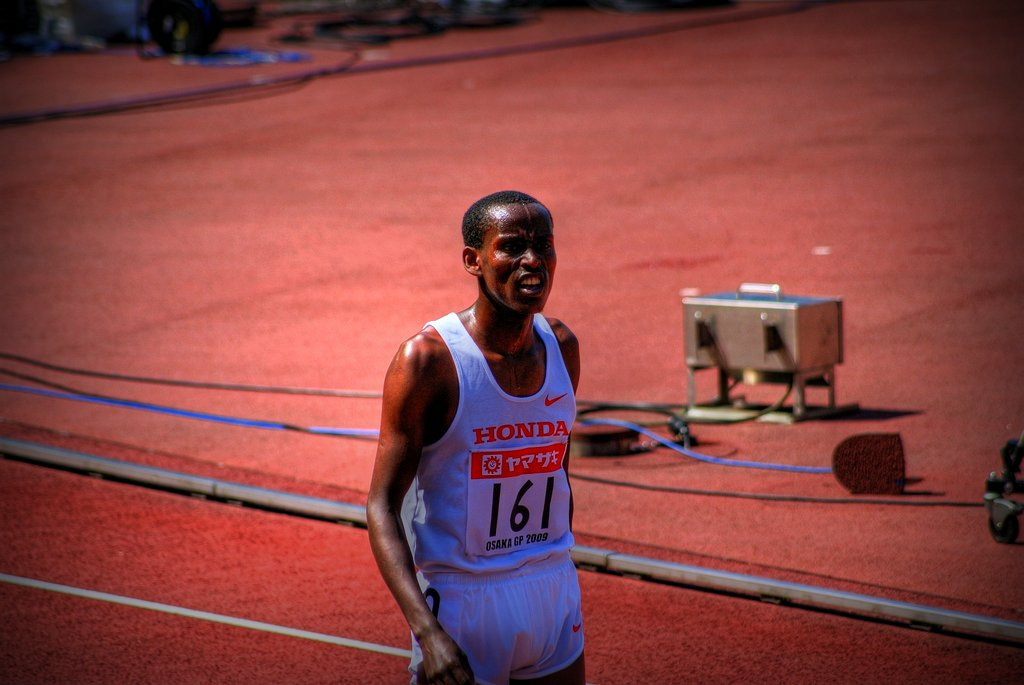
Yacob Jarso belegte Rang fünf
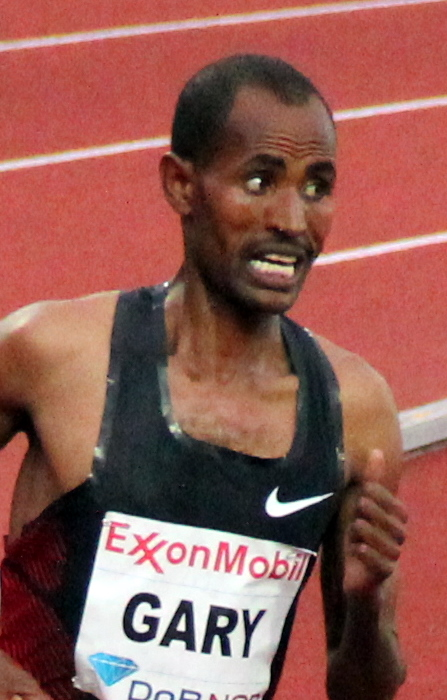
Roba Gari kam auf den sechsten Platz

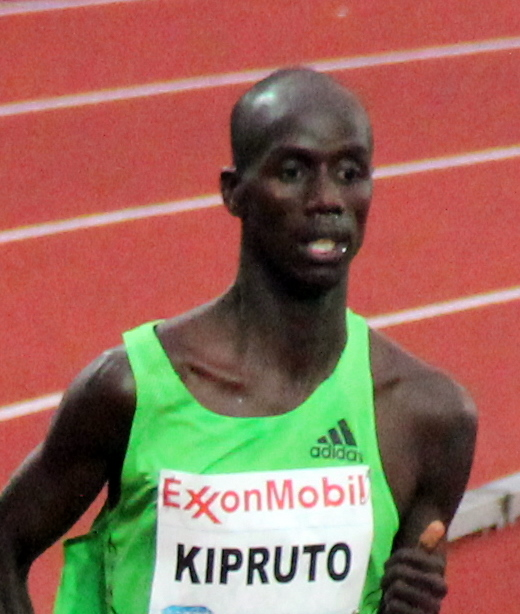
Der Titelverteidiger und aktuelle Olympiasieger Brimin Kiprop Kipruto erreichte Platz sieben
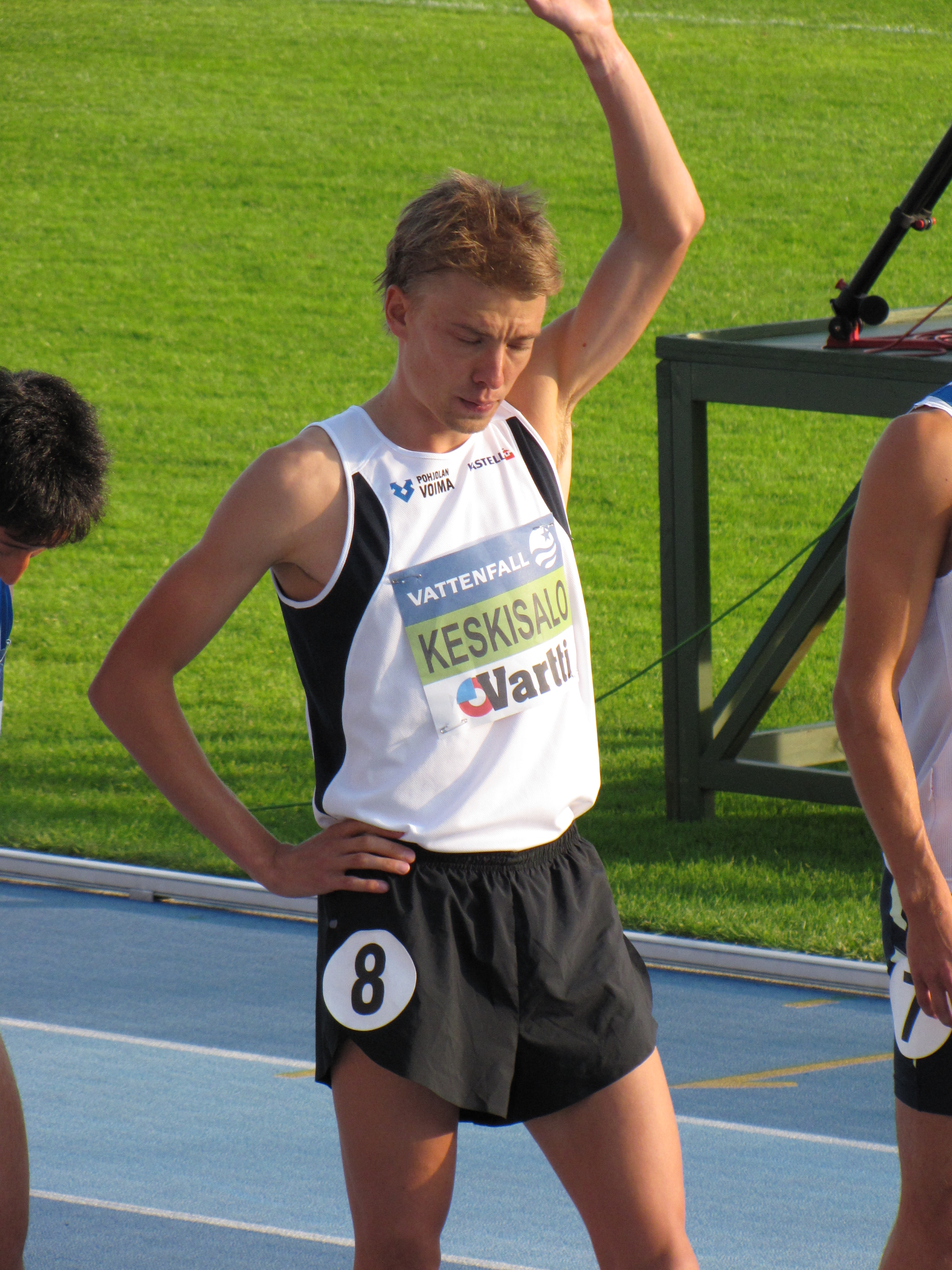
Jukka Keskisalo – Rang acht
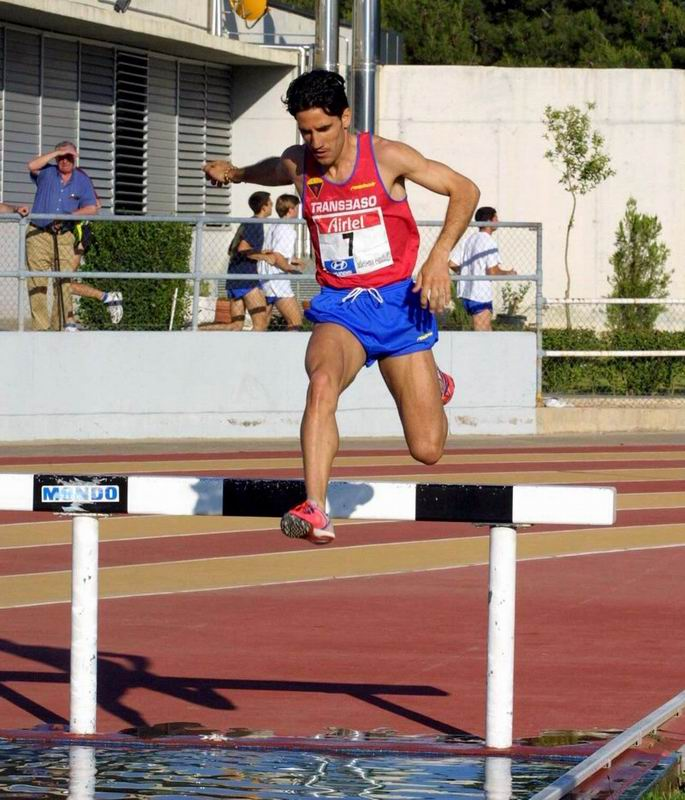
Eliseo Martín wurde Neunter
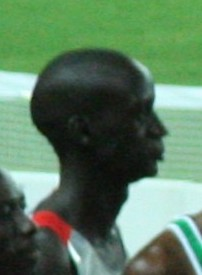
Rang zehn für Tareq Mubarak Taher
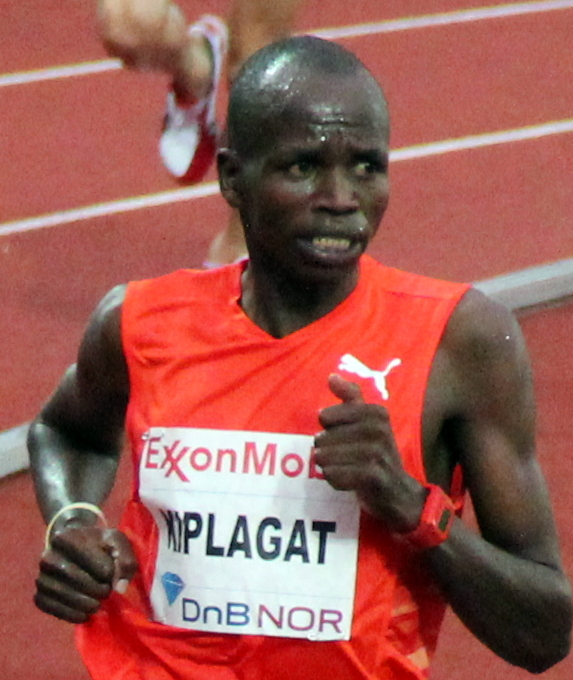
Benjamin Kiplagat – Rang elf
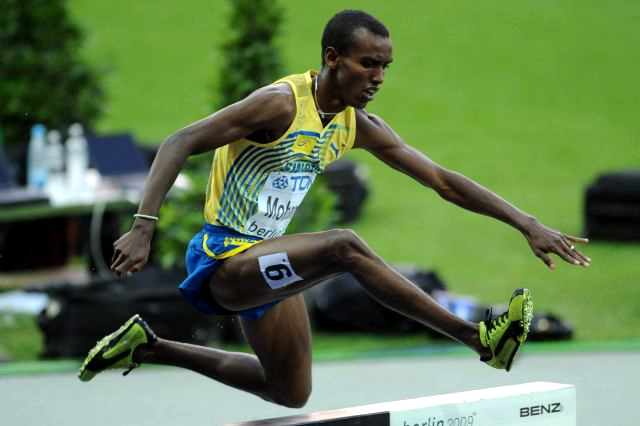
Mustafa Mohamed – Rang vierzehn
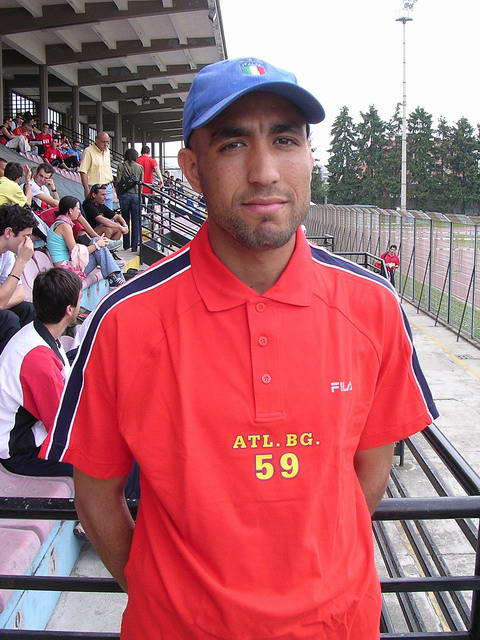
Jamel Chatbi verzichtete nach seinem positive Dopingbefund auf einen Start im Finale

## Video
- Kemboi - 3000m Hindernis Steeplechase - Berlin WM 2009, youtube.com, abgerufen am 22. November 2020